# モーリス・ウィグナル
モーリス・ウィグナル（Maurice Wignall、1976年4月17日 ‐ ）は、ジャマイカ・セント・アンドリュー教区出身でハードルが専門の陸上競技選手。110mハードルで13秒17、室内60mハードルで7秒48の自己ベストを持つ、両種目の元ジャマイカ記録保持者。オリンピックと世界選手権の男子110mハードルにおいてジャマイカ代表初のファイナリストになった選手である。

## 経歴
昔は110mハードルとともに走幅跳がメインの選手だった。有名になったのは走幅跳が先で、自身初の世界大会となった1997年アテネ世界選手権は予選で8m09（-0.1）の自己ベストおよび全体3位の記録で決勝に進出（決勝は記録なし）、1999年の全米学生室内選手権では7m96をマークして優勝している。

### 2003年
7月31日、リンツ国際の男子110mハードルで13秒28（+0.4）のジャマイカ記録（当時）を樹立し、クリス・ピノックが2003年にマークした13秒38を塗り替えた。

### 2004年
3月、ブダペスト世界室内選手権の男子60mハードル準決勝を全体2位タイの7秒55で突破すると、決勝では7秒48のジャマイカ記録（当時）を樹立し、アレン・ジョンソン（7秒36）、劉翔（7秒43）に次いで銅メダルを獲得した。これは世界大会で獲得した自身初のメダルであり、世界室内選手権の男子60mハードルで獲得したジャマイカ選手初のメダルでもあった。
8月、アテネオリンピックの男子110mハードル準決勝を13秒17（-0.1）のジャマイカ記録（当時）および全体3位タイのタイムで突破し、ジャマイカ代表選手初の決勝に進出した。決勝では準決勝のタイムに迫る13秒21（+0.3）をマークしたが、劉翔（12秒91）、テレンス・トランメル（13秒18）、アニエル・ガルシア（13秒20）に次ぐ4位に終わり、0秒01差で惜しくもメダルを逃した。
9月、ワールドアスレチックファイナルの男子110mハードルで自己ベストに迫る13秒19（-2.0）をマークし、アレン・ジョンソン（13秒16）に次いで銀メダルを獲得した。

### 2005年
8月、ヘルシンキ世界選手権の男子110mハードル準決勝を全体2位のタイムとなる13秒24（-1.9）で突破し、ジャマイカ代表選手初の決勝に進出したが、決勝は13秒47（-0.2）の7位に終わった。

### 2006年
3月、モスクワ世界室内選手権の男子60mハードルで2大会連続の決勝に進出し、決勝では自己ベストに迫る7秒52をマークするも、テレンス・トランメル（7秒43）、ダイロン・ロブレス（7秒46）、ドミニク・アーノルド（7秒52）に次ぐ4位に終わり、3位には同タイム着差ありで敗れて惜しくも2大会連続のメダルを逃した。

### 2009年
8月、33歳で出場したベルリン世界選手権の男子110mハードルで3大会連続の決勝進出を果たすと、決勝では13秒31（+0.1）をマークして過去最高成績となる5位入賞を果たした。

## 自己ベスト
記録欄の（　）内の数字は風速（m/s）で、-は向かい風を意味する。
| 種目         | 記録          | 年月日        | 場所             | 備考             |
| 屋外         | 屋外          | 屋外          | 屋外             | 屋外             |
| ------------ | ------------- | ------------- | ---------------- | ---------------- |
| 110mハードル | 13秒17 (-0.1) | 2004年8月26日 | アテネ           | 元ジャマイカ記録 |
| 走幅跳       | 8m09 (-0.1)   | 1997年8月3日  | アテネ           |                  |
| 室内         |               |               |                  |                  |
| 50mハードル  | 6秒63         | 2008年2月21日 | ストックホルム   |                  |
| 60mハードル  | 7秒48         | 2004年3月6日  | ブダペスト       | 元ジャマイカ記録 |
| 走幅跳       | 8m00          | 1999年2月26日 | ブラックスバーグ |                  |

## 主要大会成績
備考欄の記録は当時のもの
| 年   | 大会                                 | 場所                   | 種目    | 結果   | 記録          | 備考                                             |
| ---- | ------------------------------------ | ---------------------- | ------- | ------ | ------------- | ------------------------------------------------ |
| 1993 | カリフタゲームズ (U20) (en)          | フォール＝ド＝フランス | 110mH   | 3位    | 14秒83 (+1.2) |                                                  |
| 1993 | カリフタゲームズ (U20) (en)          | フォール＝ド＝フランス | 走幅跳  | 2位    | 7m13          |                                                  |
| 1994 | カリフタゲームズ (U20) (en)          | ブリッジタウン         | 110mH   | 2位    | 15秒01        |                                                  |
| 1994 | カリフタゲームズ (U20) (en)          | ブリッジタウン         | 走幅跳  | 優勝   | 7m49          |                                                  |
| 1994 | カリフタゲームズ (U20) (en)          | ブリッジタウン         | 4x100mR | 優勝   | 41秒13 (3走)  |                                                  |
| 1995 | カリフタゲームズ (U20) (en)          | ジョージタウン         | 110mH   | 優勝   | 14秒44 (-2.3) |                                                  |
| 1995 | カリフタゲームズ (U20) (en)          | ジョージタウン         | 走幅跳  | 優勝   | 7m78          |                                                  |
| 1995 | カリフタゲームズ (U20) (en)          | ジョージタウン         | 三段跳  | 3位    | 15m24         |                                                  |
| 1995 | パンアメリカン ジュニア選手権 (en)   | サンティアゴ           | 110mH   | 3位    | 14秒00 (+0.2) |                                                  |
| 1995 | パンアメリカン ジュニア選手権 (en)   | サンティアゴ           | 走幅跳  | 優勝   | 7m75          |                                                  |
| 1997 | 中央アメリカ・カリブ選手権 (en)      | サンフアン             | 110mH   | 3位    | 13秒78        |                                                  |
| 1997 | 世界選手権                           | アテネ                 | 走幅跳  | 決勝   | NM            | 予選8m09 (-0.1)：自己ベスト                      |
| 1999 | パンアメリカン競技大会 (en)          | ウィニペグ             | 110mH   | 7位    | 13秒76 (+1.1) |                                                  |
| 1999 | パンアメリカン競技大会 (en)          | ウィニペグ             | 走幅跳  | 6位    | 7m73 (-0.8)   |                                                  |
| 2001 | 世界室内選手権                       | リスボン               | 60mH    | 準決勝 | 7秒81         |                                                  |
| 2001 | 中央アメリカ・カリブ選手権 (en)      | グアテマラシティ       | 110mH   | 優勝   | 13秒76 (-0.5) |                                                  |
| 2001 | 中央アメリカ・カリブ選手権 (en)      | グアテマラシティ       | 4x100mR | 予選   | 39秒83 (4走)  | 決勝進出                                         |
| 2001 | 世界選手権                           | エドモントン           | 110mH   | 予選   | 13秒88 (+1.0) |                                                  |
| 2001 | ユニバーシアード (en)                | 北京                   | 110mH   | 5位    | 13秒70        |                                                  |
| 2002 | 英連邦競技大会 (en)                  | マンチェスター         | 110mH   | 3位    | 13秒62 (+0.4) |                                                  |
| 2003 | 世界選手権                           | パリ                   | 110mH   | 予選   | DNS           |                                                  |
| 2004 | 世界室内選手権                       | ブダペスト             | 60mH    | 3位    | 7秒48         | ジャマイカ記録                                   |
| 2004 | オリンピック                         | アテネ                 | 110mH   | 4位    | 13秒21 (+0.3) | 3位と0秒01差 準決勝13秒17 (-0.1)：ジャマイカ記録 |
| 2004 | ワールドアスレチック ファイナル (en) | モナコ                 | 110mH   | 2位    | 13秒19 (-2.0) |                                                  |
| 2005 | 世界選手権                           | ヘルシンキ             | 110mH   | 7位    | 13秒47 (-0.2) |                                                  |
| 2005 | ワールドアスレチック ファイナル (en) | モナコ                 | 110mH   | 5位    | 13秒20 (-1.4) |                                                  |
| 2006 | 世界室内選手権                       | モスクワ               | 60mH    | 4位    | 7秒52         | 3位と同タイム着差あり                            |
| 2006 | 英連邦競技大会 (en)                  | メルボルン             | 110mH   | 優勝   | 13秒26 (-1.1) |                                                  |
| 2007 | パンアメリカン競技大会 (en)          | リオデジャネイロ       | 110mH   | 予選   | DNS           |                                                  |
| 2007 | 世界選手権                           | 大阪                   | 110mH   | 8位    | 13秒39 (+1.7) |                                                  |
| 2008 | 世界室内選手権                       | バレンシア             | 60mH    | 準決勝 | 7秒70         |                                                  |
| 2008 | オリンピック                         | 北京                   | 110mH   | 6位    | 13秒46 (+0.1) |                                                  |
| 2009 | 世界選手権                           | ベルリン               | 110mH   | 5位    | 13秒31 (+0.1) |                                                  |
| 2010 | 世界室内選手権                       | ドーハ                 | 60mH    | 6位    | 7秒60         |                                                  |